# Царево (Белозерский район)
Царево — опустевшая деревня в Белозерском районе Вологодской области. Входит в состав Шольского сельского поселения, с точки зрения административно-территориального деления — в Шольский сельсовет. По переписи 2002 года население — 6 человек.

## География
Расположена на берегу Сотозера. К западу находится оз. Святозеро, к юго-западу оз. Лундозеро.
Географическое положение
Расстояние до районного центра Белозерска по автодороге — 119 км, до центра муниципального образования села Зубово по прямой — 13 км.
Ближайшие населённые пункты — Кузнецово, Мишино, Ново.

## История
До 17 марта 2000 года входила в Сотозерский сельсовет

## Население
| 2010 |
| ---- |
| 0    |

## Инфраструктура
Личное подсобное хозяйство.

## Транспорт
Просёлочные дороги.